# Saula elongata
Saula elongata es una especie de coleóptero de la familia Endomychidae.

## Distribución geográfica
Habita en Luzón (Filipinas).